# Izabela Paszkiewicz
Izabela Paszkiewicz z domu Trzaskalska (ur. 9 stycznia 1988) – polska lekkoatletka specjalizująca się w biegach długich.

## Kariera
Ósma zawodniczka mistrzostw Europy juniorów w biegu na 5000 metrów z Hengelo (2007). W tym samym sezonie wystąpiła także w światowym czempionacie w przełajach. W 2007 i w 2008 uczestniczyła w mistrzostwa Europy w biegach na przełaj. Reprezentantka kraju w meczach międzypaństwowych.
Medalistka mistrzostw Polski seniorów ma w dorobku cztery złote, osiem srebrnych i pięć brązowych medali. Stawała na podium mistrzostw kraju juniorów oraz młodzieżowców.
Jest żołnierzem Wojska Polskiego.

## Osiągnięcia
| Rok  | Impreza                                   | Miejsce         | Konkurencja             | Lokata      | Wynik    |
| ---- | ----------------------------------------- | --------------- | ----------------------- | ----------- | -------- |
| 2007 | Mistrzostwa świata w biegach przełajowych | Mombasa         | bieg juniorek           | –           | DNF      |
| 2007 | Mistrzostwa Europy juniorów               | Hengelo         | bieg na 5000 m          | 9. miejsce  | 16:56,19 |
| 2007 | Mistrzostwa Europy w biegach przełajowych | Toro            | bieg juniorek           | 22. miejsce | 14:51    |
| 2008 | Mistrzostwa Europy w biegach przełajowych | Bruksela        | bieg młodzieżowców      | 44. miejsce | 23:03    |
| 2017 | Mistrzostwa świata                        | Londyn          | maraton                 | 23. miejsce | 2:35:03  |
| 2018 | Mistrzostwa Europy                        | Berlin          | maraton                 | 10. miejsce | 2:33:43  |
| 2019 | Światowe wojskowe igrzyska sportowe       | Wuhan           | maraton                 | 5. miejsce  | 2:31:39  |
| 2019 | Światowe wojskowe igrzyska sportowe       | Wuhan           | maraton drużynowo       | 2. miejsce  | 7:35:15  |
| 2020 | Mistrzostwa świata w półmaratonie         | Gdynia          | półmaraton              | 28. miejsce | 1:10:52  |
| 2020 | Mistrzostwa świata w półmaratonie         | Gdynia          | półmaraton drużynowo    | 7. miejsce  |          |
| 2021 | Puchar Europy w biegu na 10 000 metrów    | Birmingham      | bieg na 10 000 m        | 11. miejsce | 32:44,20 |
| 2022 | Puchar Europy w biegu na 10 000 metrów    | Pacé            | bieg na 10 000 m        | 18. miejsce | 32:54,45 |
| 2022 | Mistrzostwa Europy                        | Monachium       | maraton                 | –           | DNF      |
| 2025 | Mistrzostwa Europy w biegach ulicznych    | Bruksela/Leuven | bieg na 10 km           | 59. miejsce | 33:57    |
| 2025 | Mistrzostwa Europy w biegach ulicznych    | Bruksela/Leuven | bieg na 10 km drużynowo | 8. miejsce  | 1:40:02  |

## Rekordy życiowe
- bieg na 5000 metrów – 15:53,58 (26 maja 2021, Oleśnica)
- bieg na 10 kilometrów – 31:49 (24 października 2021, Koło) rekord Polski
- półmaraton – 1:10:13 (17 października 2021, Poznań) 3. wynik w polskich tabelach historycznych
- maraton – 2:27:41 (26 września 2021, Berlin) 9. wynik w polskich tabelach historycznych